# Hockeytvåan
Die Hockeytvåan (bis 2018 als Division 2 bekannt) ist seit der Saison 1999/2000 die vierthöchste Eishockeyliga in Schweden. Zuvor war sie von 1952 bis 1975 zunächst die zweithöchste Spielklasse und von 1975 bis 1999 die dritthöchste Spielklasse, welche mittlerweile die Hockeyettan ist.

## Modus
Die Liga ist in neun regionale Gruppen aufgeteilt. Die Gewinner der Liga qualifizieren sich für die Aufstiegsrunde in die Hockeyettan, die Absteiger steigen in die fünftklassige Hockeytrean ab.
Gruppen
- Region Syd
  - HockeyTvåan Södra A[1]

- - Hockeytvåan Södra B[2]

- Region Väst
  - HockeyTvåan A[3]
  - HockeyTvåan B[4]

- Region Öst
  - HockeyTvåan Östra A[5]
  - HockeyTvåan Östra B[6]

- Region Norr
  - Hockeytvåan Norra A[7]
  - Hockeytvåan Norra B[8]
  - Hockeytvåan Norra CD[9]